# Гедз Микола Сергійович
 Гедз Мико́ла Сергі́йович  (нар. 13 лютого 1960, c. Нова Гребля) — поет. Член Національної спілки письменників України (2005), Національної спілки журналістів України (2007), член правління Вінницької обласної організації Національної спілки краєзнавців України.

## Життєпис
Народився 13 лютого 1960 р. в с. Нова Гребля Калинівського району Вінницької області. Після закінчення філологічного факультету Вінницького педагогічного інституту (1981) вчителював у школі сусіднього села Стара Прилука Липовецького району, у рідній школі в Новій Греблі. А потім близько 20 років був директором школи с. Мирне Калинівського району на Вінниччині.
Від 2002 р. опікується поетичним клубом Калинівщини «Сузір'я». З 2008 р. — головний редактор обласної науково-популярної мистецько-краєзнавчої газети «Пульсуючі джерела».

## Творча діяльність[3]
Автор книг поезій:
- Аранжування заметілі: вірші / М. С. Гедз. — Вінниця: Континент-ПРИМ, 2004. — 36 с. — ISBN 966-516-118-0.
- Від безіменної ріки: сонети / М. С. Гедз. — Вінниця: Книга-Вега, 2004. — 48 с. — ISBN 966-621-186-6.
- Загадкова абетка / Микола Гедз. — Вінниця: Спадщина, 2010. — 32 с. — ISBN 978-966-8984-15-0.

Укладач і співавтор регіональних літературних видань:
- Світло Алькора : збірка / уклад., передм. М. С. Гедз.  — Вінниця: Континент-ПРИМ, 2002. — 56 с. : іл. — ISBN 966-516-144-Х.
- Презентація посмішки: гумор поетів Калинівщини / упоряд. М. С. Гедз. — Вінниця: Книга-Вега. — 2002. — 72 с.
- Зорею слова заясніти: кол. поет. зб. / уклад. М. С. Гедз. — Вінниця: Континент-ПРИМ, 2004. — 68 с. — ISBN 966-516-105-9.
- Калинівщина літературна: антологія ХІХ — ХХ ст. / упоряд., біограф. довідка М. С. Гедз. — Вінниця: Континент-ПРИМ, 2005. — 184 с. — ISBN 966-516-205-5.
- Обличчя часу: поетичний альманах. — Вінниця: Нілан-ЛТД, 2015. — 80 с. — ISBN 978-617-7212-80-4.

Будучи учасником міжнародних, регіональних наукових і науково-краєзнавчих конференцій, у царині краєзнавства досліджує політичні процеси 20 — 30-х рр. ХХ ст. в Калинівському районі, історико-етнографічну, літературну спадщину краян (ХІХ — ХХ ст.).

Автор видань:
- Колосся вічності / Микола Гедз. — Вінниця: Спадщина, 2010. — 96 с. : іл. — (Краєзнавча література). — Бібліогр. — ISBN 978-966-8984-17-4.
- Освячення пам'яті / Микола Гедз. — Вінниця: Спадщина, 2010. — 84 с. : іл. — Бібліогр. — ISBN 978-966-8984-14-3.
- Зі снівниці літ / Микола Гедз. — Вінниця: Нілан-ЛТД, 2013. — 288 с. : фотогр. — (Генеалогія). — ISBN 978-966-2770-94-0.
- Десна Богова засвідчить / Микола Гедз. — Вінниця: Меркьюрі-Поділля, 2013. — 144 с. : іл., карти, фотогр. — Бібліогр. — ISBN 978-966-2696-38-7.

|                   | Він таки знайшов свою нішу. Нішу науковця, нішу митця, нішу газетяра. Не надто оплачувану, не надто титуловану. Хоча такого краєзнавця-вченого як Микола Гедз годі знайти не лише в районі, а й в усій Вінниччині. |
| — Наталя Ткаченко | |

## Звання, літературні премії
- Відмінник освіти України;
- Премія обласного літературно-мистецького об'єднання імені В. Стуса «Подільська пектораль».